# Sonate K. 267
 Allegro
La sonate K. 267 (F.215/L.208) en si bémol majeur est une œuvre pour clavier du compositeur italien Domenico Scarlatti.

## Présentation
La sonate K. 267 en si bémol majeur, notée Allegro, forme une paire avec la sonate précédente. D'une durée d'environ trois minutes et demie, cette œuvre s'inscrit dans la production monumentale de Scarlatti qui comporte 555 sonates pour clavier. 
La tonalité de si bémol majeur se caractérise par son armature de deux bémols (si♭ et mi♭) et confère à cette sonate un caractère à la fois noble et expressif, typique du style galant de l'époque.

## Manuscrit
Le manuscrit principal est le numéro 2 du volume V de Venise (1753), copié pour Maria Barbara. Les autres sources manuscrites sont Parme VII 5. Comme pour l'ensemble des sonates de Scarlatti, Il n'existe aucun manuscrit autographe de cette œuvre.
Les manuscrits de Venise et de Parme, qui constituent les sources principales de notre connaissance des sonates de Scarlatti, furent ramenés en Italie par le castrat Farinelli, lorsqu'il quitta la cour des Bourbons d'Espagne en 1759, puis acquis respectivement par la bibliothèque de Venise en 1835 et celle de Parme en 1908.

## Interprètes
La sonate K. 267 fait partie du répertoire standard des clavecinistes et pianistes. Elle a été enregistrée dans le cadre d'intégrales notamment par Scott Ross (1985, Erato) au clavecin, et figure dans plusieurs éditions modernes des œuvres de Scarlatti.

## Sources
: document utilisé comme source pour la rédaction de cet article.
- Ralph Kirkpatrick (trad. de l'anglais par Dennis Collins), Domenico Scarlatti, Paris, Lattès, coll. « Musique et Musiciens », 1982 (1re éd. 1953 (en)), 493 p. (OCLC 954954205, BNF 34689181).